# Stammer (Adelsgeschlecht)
Stammer war der Name eines sächsisches Uradelsgeschlechts.

## Geschichte
Das Geschlecht wurde urkundlich erstmals 1211 mit Heinrich Stamer von Valkenstein (Beginn der Stammreihe) und am 17. Juni 1217 mit dem Ritter Otto Stamern urkundlich erwähnt. Im Jahr 1295 wird Conradus dictus Stammern erwähnt. Die Familie war im Anhaltischen um und in Ballenstedt, u. a. in Ermsleben, Görlsdorf, Polleben, Wedlitz, Westdorf, Wörmlitz begütert. Seit 1420 auch auf Balgstädt gesessen. Im 15. Jahrhundert dienten sie den Askaniern als Burgmannen auf deren Stammsitz Burg Anhalt.
Der gleichnamige Bruder des Naumburger Bischofs Heinrich II. von Stammer, Heinz von Stammer, war 1471–76 Stiftshauptmann in Zeitz und saß 1482 in Plotha und 1483 in Balgstädt. Adrian Arndt, Henning und Christian von Stammer waren Mitglieder der Fruchtbringenden Gesellschaft. Carl Friedrich von Stammer gehörte 1752 dem Naumburger Domkapitel an. Eckhardt August von Stammer (1772) war Landkomtur der Kommende Lucklum der zum Deutschen Orden gehörenden Ballei Sachsen.

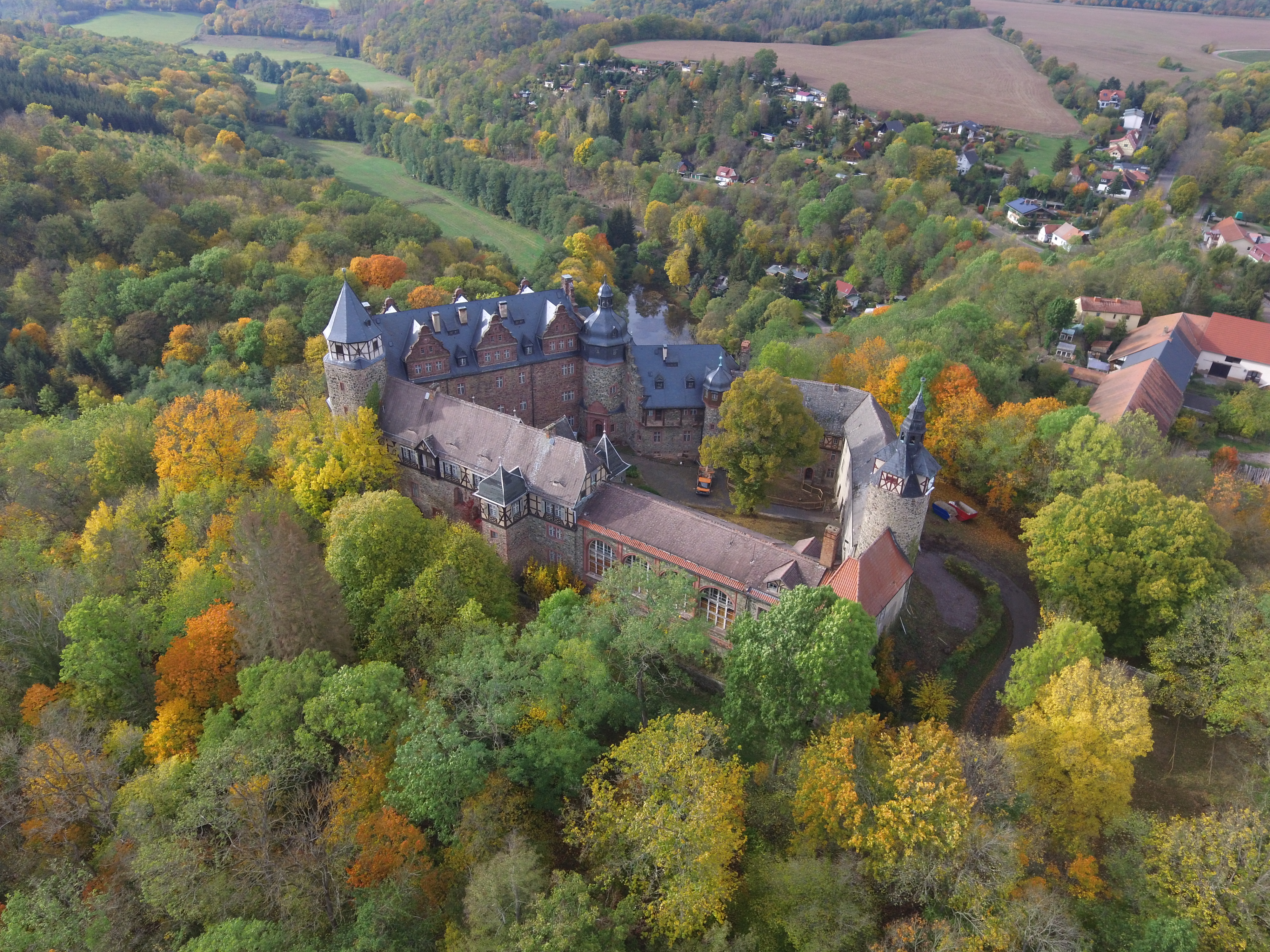
Schloss Rammelburg

Ab 1624 befand sich das Amt Rammelburg mit Schloss Rammelburg im Besitz der Familie, bis 1720. Einige Generationen besaß die Familie Gut Görlsdorf bei Luckau bis 1890. Von 1808 bis 1945 gehörte einem Familienzweig das Rittergut Triestewitz bei Torgau und einem weiteren von 1650 bis 1900 das Rittergut in Wahren bei Leipzig.
Einige Epitaphe von Angehörigen der Familie aus dem 16. bis 18. Jahrhundert sind in der Sankt-Georg-Kirche zu Westdorf erhalten geblieben.

## Persönlichkeiten
- Heinrich II. von Stammer, Naumburger Bischof (1466–1481)
- Johann Heinrich von Stammer (1603–1654), Domherr
- Adrian Adam von Stammer (1659–1704), preußischer Geheimer Rat, Stiftshauptmann in Quedlinburg sowie Ritter des Johanniterordens
- Johann Friedrich von Stammer (gest. 1720), königlich-polnischer und kurfürstlich-sächsischer Kammerherr, Oberaufseher der Grafschaft Mansfeld (Sohn von Adrian Adam von Stammer)
- Hieronymus Friedrich von Stammer (1712–1777), kursächsischer Konferenzminister, Landvogt der Oberlausitz und Domherr zu Meißen
- Eckard von Stammer (1794–1863), Kammerherr, Grundbesitzer und Politiker
- Arndt von Stammer (1803–1887)	Kammerherr,	Grundbesitzer und Politiker
- Eberhard Stammer (1888–1966), deutscher Politiker (GB/BHE)
- Eckart Adam von Stammer, kurfürstlich sächsischer Oberst,[6] Träger des Ordens Pour le Mérite
- Hennig Albert von Stammer (1804–1884), Dekan des Kollegiatstifts Wurzen, Abgeordneter im Sächsischen Landtag

## Wappen
Das Wappen zeigt in Rot einen silbernen schrägrechten Wellenbalken. Auf dem Helm mit rot–silbern Decken eine rote Mütze, besteckt mit fünf (neun), wie der Schild gezeichneter Fähnlein an goldenen Schäften. 
Ähnlichkeiten haben die Wappen der Familien von Neustadt und von Neumark.

## Weitere Literatur
- Heinz Wießner: Das Bistum Naumburg 1 – Die Diözese 2. In: Max-Planck-Institut für Geschichte (Hg.): Germania Sacra, NF 35,2, Die Bistümer der Kirchenprovinz Magdeburg. Berlin/New York 1998. S. 919–929.